# گورستان وست‌وود

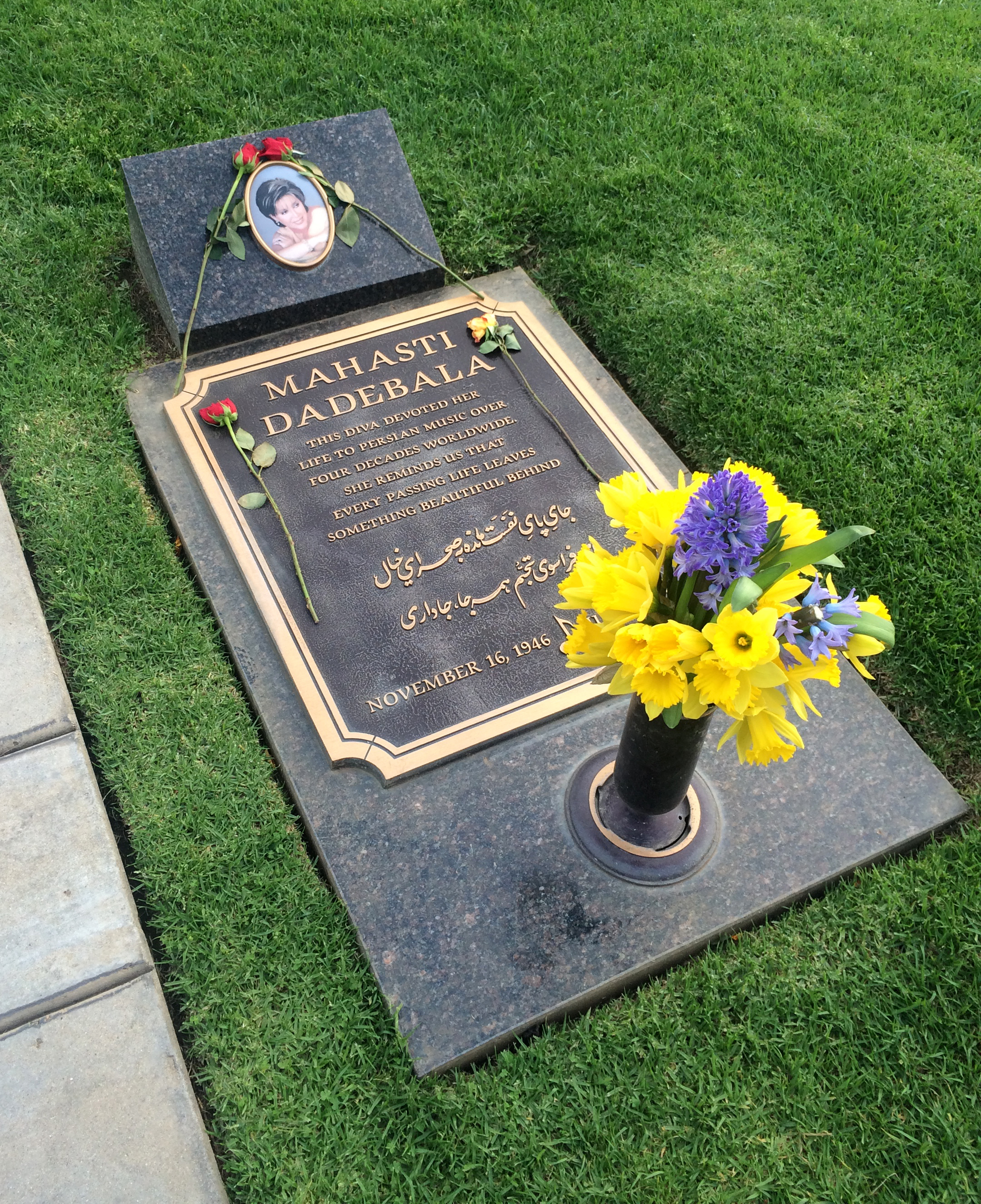
آرامگاه مهستی در گورستان وست‌وود.

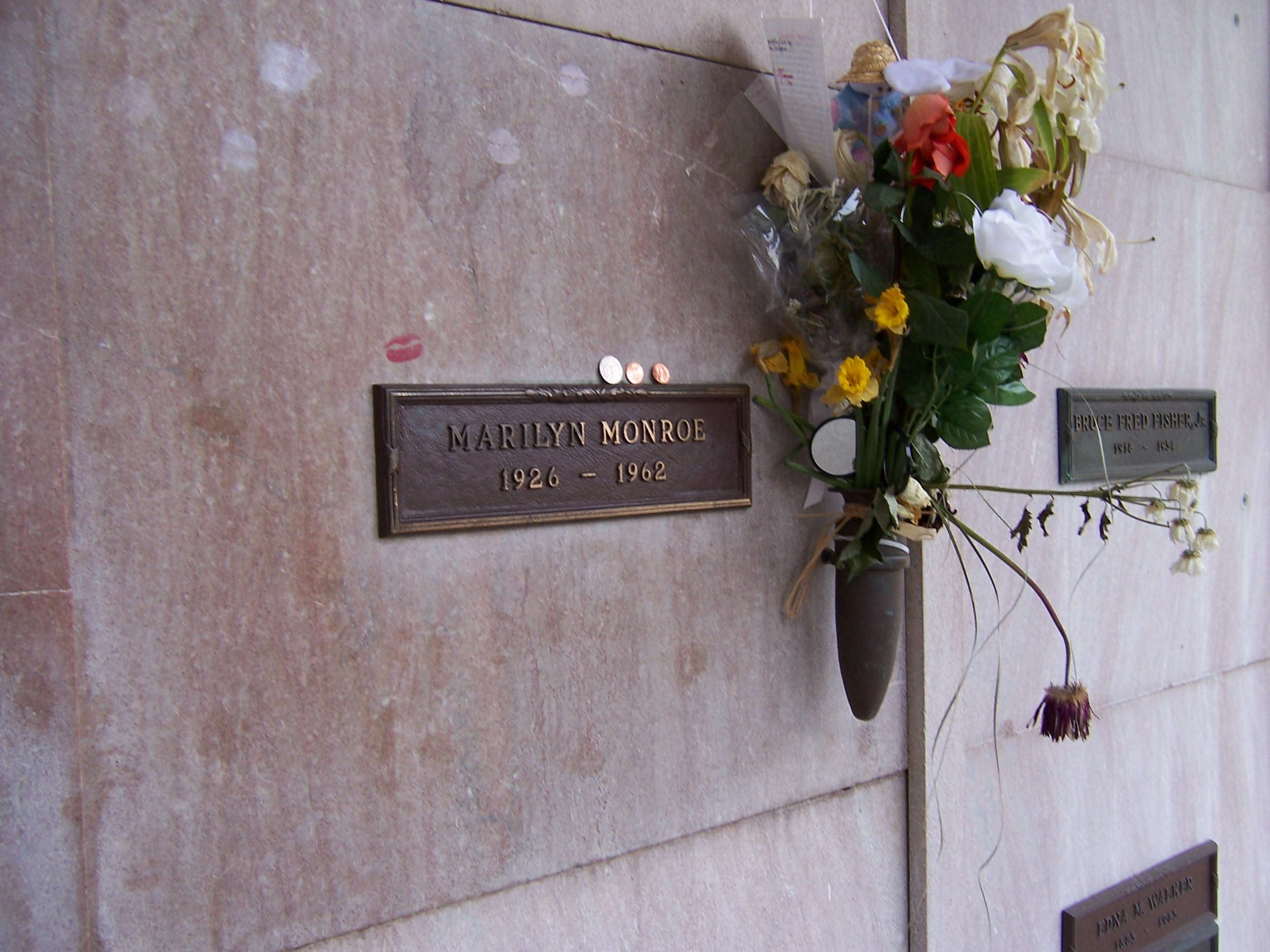
آرامگاه مریلین مونرو در گورستان وست‌وود.

گورستان وست وود گورستانی در کالیفرنیا در آمریکاست که محل خاکسپاری بسیاری از بزرگان دنیای هنر از جمله هایده، مهستی، نادر نادرپور، دین مارتین و مریلین مونرو می‌باشد.

## افراد دفن شده مشهور

### A
- مهستی (۱۹۴۶–۲۰۰۷) خوانندهٔ مشهور ایرانی
- میلتون ایجر (۱۸۹۳–۱۹۷۹), موسیقیدان، آهنگساز
- چارلز ایدمن (۱۹۲۵–۱۹۹۳), هنرپیشه مرد
- ادی آلبرت (۱۹۰۶–۲۰۰۵), هنرپیشه مرد
- مارگو (۱۹۱۷–۱۹۸۵), هنرپیشه زن، همسر ادی آلبرت
- Shana Alexander (۱۹۲۵–۲۰۰۵), روزنامه‌نگارروزنامه‌نگار، ستون‌نویس و television commentator
- کلود الیستر (۱۸۸۸–۱۹۷۰), هنرپیشه مرد
- Gitta Alpár (۱۹۰۳–۱۹۹۱), هنرپیشه زن، خواننده اپرا
- Patty Andrews (۱۹۱۸–۲۰۱۳), خواننده
- کن آناکین (۱۹۱۴–۲۰۰۹), کارگردان
- ایو آردن (۱۹۰۸–۱۹۹۰), هنرپیشه زن، کمدین
- جک آرنولد (کارگردان) (۱۹۱۶–۱۹۹۲), کارگردان
- رابرت آرمسترانگ (هنرپیشه) (۱۸۹۰–۱۹۷۳), هنرپیشه مرد
- James Aubrey (۱۹۱۸–۱۹۹۴), تهیه‌کننده
- Hy Averback (۱۹۲۰–۱۹۹۷), کارگردان
- لو آیرس (۱۹۰۸–۱۹۹۶), هنرپیشه مرد

### B

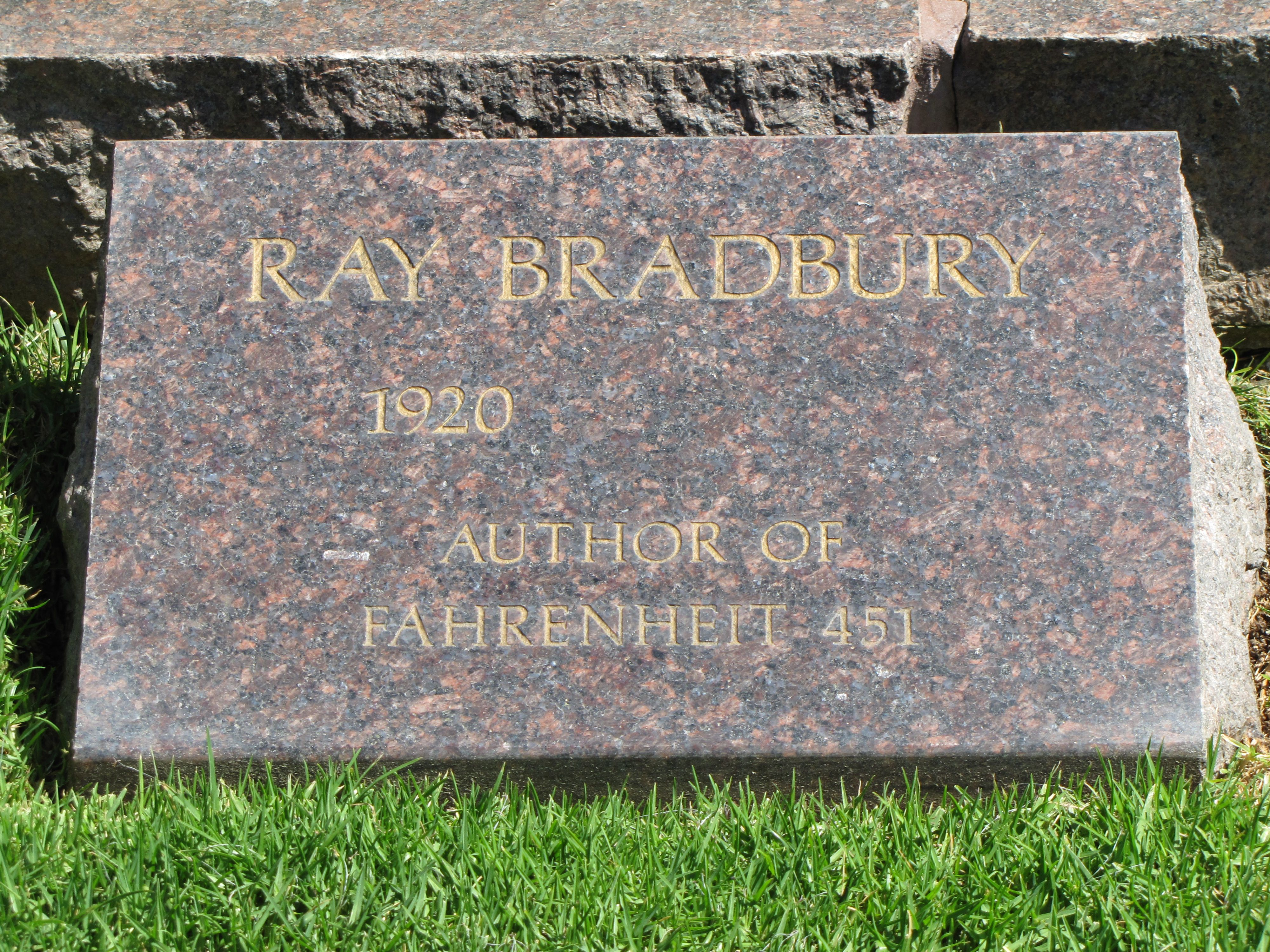
Headstone of ری بردبری، May 2012, prior to his death

- Henny Backus (1911–2004), مؤلف، همسر جیم بکوس
- جیم بکوس (۱۹۱۳–۱۹۸۹), هنرپیشه مرد
- Richard Baer (۱۹۲۸–۲۰۰۸), فیلم‌نامه‌نویس
- Dave Barbour (۱۹۱۲–۱۹۶۵), موسیقیدان
- ادگار باریر (۱۹۰۷–۱۹۶۴), هنرپیشه مرد
- Eileen Barton (۱۹۲۴–۲۰۰۶), خواننده
- ریچارد باسهارت (۱۹۱۴–۱۹۸۴), هنرپیشه مرد
- Greg Bautzer (۱۹۱۱–۱۹۸۷), وکیل
- William Joseph Bell (۱۹۲۷–۲۰۰۵), تهیه‌کننده
- ایزابل بیگلی (۱۹۲۶–۲۰۰۶), هنرپیشه زن
- ویت بیسل (۱۹۰۹–۱۹۹۶), هنرپیشه مرد
- Hilary Blake (۱۹۵۰–۲۰۰۷), موسیقیدان
- بیلی بلچر (۱۸۹۴–۱۹۷۹), هنرپیشه مرد، صداپیشه
- رابرت بلاک (۱۹۱۷–۱۹۹۴), نویسنده
- Lloyd Bochner (۱۹۲۴–۲۰۰۵), هنرپیشه مرد
- بندیکت بوژوس (۱۹۰۴–۱۹۶۸), تهیه‌کننده
- جان بوول (هنرپیشه) (۱۸۹۵–۱۹۶۹), هنرپیشه مرد
- دوریس بودون (۱۹۱۴–۲۰۰۵), هنرپیشه زن
- ری بردبری (۱۹۲۰–۲۰۱۲), مولف؛ [[with his wife Marguerite [[McClure Bradbury
- فنی بریک (۱۸۹۱–۱۹۵۱), هنرپیشه زن، کمدین، خواننده (previously buried in Home of Peace Cemetery)
- William Brice (۱۹۲۱–۲۰۰۸), هنرمند, پسر فنی بریک
- Les Brown (1912–2001), موسیقیدان
- ونسا براون (۱۹۲۸–۱۹۹۹), هنرپیشه زن
- Clarence Bull (۱۸۹۶–۱۹۷۹), عکاس

### C
- سباستین کبت (۱۹۱۸–۱۹۷۷), هنرپیشه مرد، Mr. French on TV's امور خانوادگی[۱]
- سمی کان (۱۹۱۳–۱۹۹۳), ترانه‌سرا
- ترومن کاپوتی (۱۹۲۴–۱۹۸۴), مؤلف
- Edward Carrere (۱۹۰۶–۱۹۸۴), کارگردان
- هری کری، جونیور (۱۹۲۱–۲۰۱۲), هنرپیشه مرد، پسر هنرپیشگان مرد, هری کری و الیو کری[۲]
- جان کاساوتیس (۱۹۲۹–۱۹۸۹), هنرپیشه مرد، فیلم‌نامه‌نویس، کارگردان، تهیه‌کننده
- Mario Castelnuovo-Tedesco (۱۸۹۵–۱۹۶۸), آهنگساز
- جیمز کابرن (۱۹۲۸–۲۰۰۲), هنرپیشه مرد
- Paula Coburn (۱۹۵۵–۲۰۰۴), هنرپیشه زن، همسر جیمز کابرن
- Ray Conniff (۱۹۱۶–۲۰۰۲), موسیقیدان
- ریچارد کونته (۱۹۱۰–۱۹۷۵), هنرپیشه مرد
- Lawrence Cook (۱۹۳۰–۲۰۰۳), هنرپیشه مرد
- Ian Copeland (۱۹۴۹–۲۰۰۶), music promoter
- الکساندر کارج (۱۹۱۹–۲۰۰۸), آهنگساز
- باب کرین (۱۹۲۸–۱۹۷۸), هنرپیشه مرد
- نرما کرین (۱۹۲۸–۱۹۷۳), هنرپیشه زن

### D
- رادنی دنگرفیلد (۱۹۲۱–۲۰۰۴), کمدین، هنرپیشه مرد
- هلموت دانتینه (۱۹۱۷–۱۹۸۲), هنرپیشه مرد
- Danny Dark (۱۹۳۸–۲۰۰۴), announcer
- استیو دارل (۱۹۰۴–۱۹۷۰), هنرپیشه مرد
- Marvin Davis (۱۹۲۵–۲۰۰۴), oil tycoon و کارآفرین
- ریچارد داوسون (۱۹۳۲–۲۰۱۲), هنرپیشه مرد و مجری تلویزیونی
- دان دفور (۱۹۱۳–۱۹۹۳), هنرپیشه مرد
- فیلیپ دورن (۱۹۰۱–۱۹۷۵), هنرپیشه مرد
- اریک داگلاس (۱۹۵۸–۲۰۰۴),
- کرک داگلاس (۱۹۱۶–۲۰۲۰)
- دامینیک دان (۱۹۵۹–۱۹۸۲), هنرپیشه زن، دختر نویسنده Dominick Dunne, خواهر هنرپیشه مرد-کارگردان گریفین دان، قربانی قتل
- آریل دورانت (۱۸۹۸–۱۹۸۱), تاریخ‌نگار, جایزه پولیتزر در ادبیات, co-wrote تاریخ تمدن (کتاب)
- ویل دورانت (۱۸۸۵–۱۹۸۱), تاریخ‌نگار, جایزه پولیتزر در ادبیات, co-wrote The Story of Civilization

### E
- Nora Eddington (۱۹۲۴–۲۰۰۱), هنرپیشه زن، 2مین همسر ارول فلین، 3مین همسر دیک هایمز[۳]
- راجر ایدنس (۱۹۰۵–۱۹۷۰), vocal arranger, ترانه‌سرا و تهیه‌کننده
- جک الیوت (۱۹۲۷–۲۰۰۱), ترانه‌سرا
- هری اسکس (۱۹۱۰–۱۹۹۷), نویسنده
- ری اونز (۱۹۱۵–۲۰۰۷), ترانه‌سرا

### F
- پیتر فالک (۱۹۲۷–۲۰۱۱), هنرپیشه مرد
- فارا فاست (۱۹۴۷–۲۰۰۹), هنرپیشه زن؛ tombstone is engraved with her name only
- Freddie Fields (۱۹۲۳–۲۰۰۷), talent agent
- Jay C. Flippen (۱۸۹۹–۱۹۷۱), هنرپیشه مرد
- Michael Fox (۱۹۲۱–۱۹۹۶), هنرپیشه مرد
- کولمن فرانسیس (۱۹۱۹–۱۹۷۳), کارگردان فیلم سینمایی
- Georgia Frontiere (۱۹۲۷–۲۰۰۸), football owner

### G
- اوا گابور (۱۹۱۹–۱۹۹۵), هنرپیشه زن
- June Gale (۱۹۱۱–۱۹۹۶), هنرپیشه زن، همسر اسکار لونت[۴]
- مایکل وی. گازو (۱۹۲۳–۱۹۹۵), هنرپیشه مرد
- کریستوفر جورج (۱۹۳۱–۱۹۸۳), هنرپیشه مرد
- Leonard Gershe (۱۹۲۲–۲۰۰۲), آهنگساز
- Master Henry Gibson (۱۹۴۲–۲۰۰۲), موسیقیدان
- هنری گیبسون (۱۹۳۵–۲۰۰۹), هنرپیشه مرد، was cremated here
- پال گلیسون (۱۹۳۹–۲۰۰۶), character هنرپیشه مرد
- توماس گومز (۱۹۰۵–۱۹۷۱), هنرپیشه مرد
- Robert Gottschalk (۱۹۱۸–۱۹۸۲), camera technician
- کالین گری (۱۹۲۲–۲۰۱۵), هنرپیشه زن (زاده Doris Bernice Jensen)
- Howard Greer (۱۸۹۶–۱۹۷۴), طراح لباس و مد[۵]
- جین گریر (۱۹۲۴–۲۰۰۱), هنرپیشه زن
- مرو گریفین (۱۹۲۵–۲۰۰۷), تهیه‌کننده، مجری تلویزیونی, و خواننده

### H

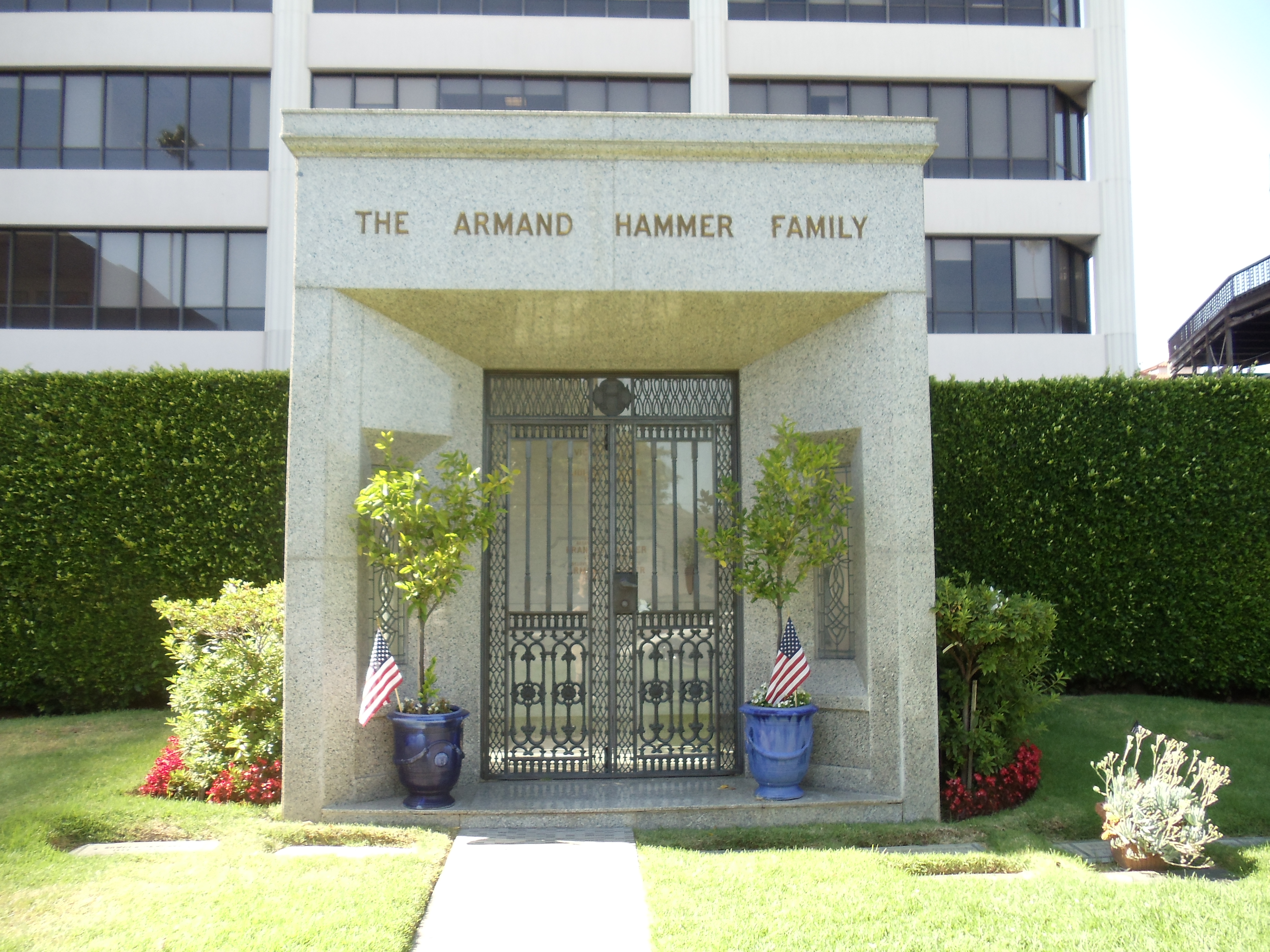
The Armand Hammer Family Tomb in Westwood Memorial Park

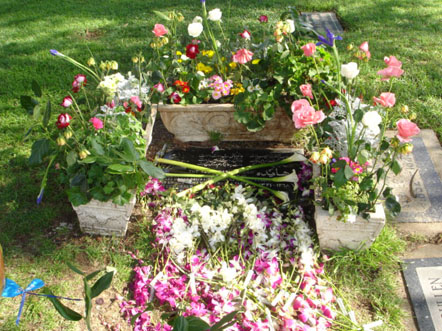
آرامگاه هایده که از سرشناس‌ترین و مشهورترین خوانندگان زن ایرانی بود

- لرتا کینگ هدلر (۱۹۱۷–۲۰۰۷), هنرپیشه زن
- هایده (۱۹۴۲–۱۹۹۰), زبان فارسی خواننده موسیقی کلاسیک و پاپ اهل تهران، خواهر بزرگتر مهستی
- کری همیلتون (۱۹۶۳–۲۰۰۲), هنرپیشه زن، خواننده، دختر کارول برنت
- آرماند هامر (۱۸۹۸–۱۹۹۰), oil tycoon و مجموعه دار هنری, رئیس پیشین اکسیدنتال پترولیوم
- Bong Soo Han (۱۹۳۳–۲۰۰۷), رزمی‌کار
- جاناتان هریس (۱۹۱۴–۲۰۰۲), هنرپیشه مرد
- Latasha Harlins (۱۹۷۵–۱۹۹۱), قربانی قتل[۶]
- Harold Hecht (۱۹۰۷–۱۹۸۵), تهیه‌کننده فیلم
- Percy Helton (۱۸۹۴–۱۹۷۱), هنرپیشه مرد
- Jonathan Hole (۱۹۰۴–۱۹۹۸), هنرپیشه مرد، همراه همسرش  Betty Hanna به خاک سپرده شد
- "Benny" Howard (1904–1970), aircraft designer و race pilot[۷]
- جیمز وانگ هو (۱۸۹۹–۱۹۷۶), فیلمبردار
- مارک آر. هیوز (۱۹۵۶–۲۰۰۰), بنیانگذار هربالایف
- Ronald Hughes (۱۹۳۵–۱۹۷۰), حقوقدان
- راس هانتر (۱۹۲۰–۱۹۹۶), تهیه‌کننده، کارگردان، و هنرپیشه مرد
- جیم هوتن (۱۹۳۴–۱۹۷۹), هنرپیشه مرد
- هیو هیفنر(۲۰۱۷–۱۹۲۶)موسس مجله پلی‌بوی هیو هفنر (۹ آوریل ۱۹۲۶ – ۲۷ سپتامبر ۲۰۱۷)

### I
- Steve Ihnat (۱۹۳۴–۱۹۷۲), هنرپیشه مرد

### J
- Donald G. Jackson (۱۹۴۳–۲۰۰۳), فیلمساز
- نانالی جانسون (۱۸۹۷–۱۹۷۷), فیلم‌نامه‌نویس و کارگردان
- جنیس جاپلین (۱۹۴۳–۱۹۷۰), خواننده، was cremated here و ashes scattered in the Pacific Ocean
- لوئی ژوردان (۱۹۲۱–۲۰۱۵), هنرپیشه مرد
- برندا جویس (هنرپیشه) (۱۹۱۷–۲۰۰۹), هنرپیشه زن
- شعبان جعفری (۱۹۲۱–۲۰۰۶)[۸]

### K
- فیل کارلسون (۱۹۰۸–۱۹۸۵), کارگردان
- Louis Kaufman (۱۹۰۵–۱۹۹۴), نوازنده ویولن
- Beatrice Kay (۱۹۰۷–۱۹۸۶), هنرپیشه زن و خواننده
- Nora Kaye Ross (۱۹۲۰–۱۹۸۷), بالرین, همسر هربرت راس
- برایان کیت (۱۹۲۱–۱۹۹۷), هنرپیشه مرد، پسر character هنرپیشه مرد رابرت کیت (هنرپیشه), Uncle Bill on TV's امور خانوادگی، buried with his daughter, Daisy; both committed suicide[۹][۱۰]
- سسیل کلاوای (۱۸۹۳–۱۹۷۳), هنرپیشه مرد
- جین کلی (۱۹۱۲–۱۹۹۶), هنرپیشه مرد، رقصنده, خواننده، کارگردان، was cremated here و ashes scattered at sea
- نانسی کلی (۱۹۲۱–۱۹۹۵), هنرپیشه زن
- استن کنتون (۱۹۱۱–۱۹۷۹), موسیقیدان
- ویکتور کیلیان (۱۸۹۱–۱۹۷۹), هنرپیشه مرد، بقتل رسیده
- James Howard "Dutch" Kindelberger (۱۸۹۵–۱۹۶۲), مدیر اجرایی هوانورد
- لوئیس کینگ (۱۸۹۸–۱۹۶۲), کارگردان
- دان ناتز (۱۹۲۴–۲۰۰۶), هنرپیشه مرد و کمدین
- میلیزا کوریوس (۱۹۰۹–۱۹۸۰), خواننده اپرا

### L
- Perry Lafferty (۱۹۱۷–۲۰۰۵), کارگردان
- بیل لنکستر (۱۹۴۷–۱۹۹۷), هنرپیشه مرد turned فیلم‌نامه‌نویس، پسر برت لنکستر[۱۱]
- برت لنکستر (۱۹۱۳–۱۹۹۴), هنرپیشه مرد
- سیدنی لنفیلد (۱۸۹۸–۱۹۷۲), کارگردان
- پیتر لافورد (۱۹۲۳–۱۹۸۴), هنرپیشه مرد، was cremated و ashes originally buried at Westwood; they were later removed و scattered in the اقیانوس آرام
- مارک لارنس (۱۹۱۰–۲۰۰۵), هنرپیشه مرد
- Irving Paul Lazar (۱۹۰۷–۱۹۹۳), agent
- آنا لی (بازیگر) (۱۹۱۳–۲۰۰۴), هنرپیشه زن، was cremated, ashes scattered at sea; has a memorial in the garden
- جوانا لی (۱۹۳۱–۲۰۰۳), هنرپیشه زن
- پگی لی (۱۹۲۰–۲۰۰۲), خواننده، ترانه‌سرا، هنرپیشه زن
- ارنست لمان (۱۹۱۵–۲۰۰۵), فیلم‌نامه‌نویس
- جنت لی (۱۹۲۷–۲۰۰۴), هنرپیشه زن
- جک لمون (۱۹۲۵–۲۰۰۱), هنرپیشه مرد
- کوئینی لئونارد (۱۹۰۵–۲۰۰۲), هنرپیشه زن
- Bruce Lester (۱۹۱۲–۲۰۰۸), هنرپیشه مرد
- June Gale Levant (۱۹۱۱-۱۹۹۶), هنرپیشه زن، همسر اسکار لونت[۱۲]
- اسکار لونت (۱۹۰۶–۱۹۷۲), هنرپیشه مرد، نوازنده پیانو, buried در کنار همسرش, هنرپیشه زن، June Gale Levant به خاک سپرده شده است
- ریچارد لوینسون (۱۹۳۴–۱۹۸۷), نویسنده
- جی لیوینگستون (۱۹۱۵–۲۰۰۱), ترانه‌سرا
- لوئیس آر. لوفلر (۱۸۹۷–۱۹۷۲), تدوینگر
- رابرت لوگیا (۱۹۳۰–۲۰۱۵), هنرپیشه مرد، کارگردان

### M
- الکساندر مکندریک (۱۹۱۲–۱۹۹۳), کارگردان
- مهستی (۱۹۴۶–۲۰۰۷), زبان فارسی خواننده پاپ اهل تهران, خواهر کوچک هایده
- کارل مالدن (۱۹۱۲–۲۰۰۹), هنرپیشه مرد
- جنت مارگولین (۱۹۴۳–۱۹۹۳), هنرپیشه زن، با تد واس ازدواج کرد
- دین مارتین (۱۹۱۷–۱۹۹۵), هنرپیشه مرد و خواننده
- اندرو مارتون (۱۹۰۴–۱۹۹۲), هنرپیشه مرد
- Samuel Marx (۱۹۰۲–۱۹۹۲), تهیه‌کننده
- پاملا میسون (۱۹۱۶–۱۹۹۶), هنرپیشه زن، همسر جیمز میسون و روی کلینو
- Portland Mason (1948–2004), هنرپیشه زن، دختر جججیمز میسون و پاملا میسون[۱۳]
- شرلی میسون (هنرپیشه) (۱۹۰۰–۱۹۷۹), هنرپیشه زن
- اسا مسن (۱۹۱۴–۲۰۰۶), هنرپیشه زن
- ادیت مسی (۱۹۱۸–۱۹۸۴), هنرپیشه زن
- کارول گریس (۱۹۲۵–۲۰۰۳), هنرپیشه زن، همسر والتر ماتائو و ویلیام سارویان
- والتر ماتائو (۱۹۲۰–۲۰۰۰), هنرپیشه مرد
- روث مک‌دویت (۱۸۹۵–۱۹۷۶), هنرپیشه زن
- Peter McWilliams (۱۹۴۹–۲۰۰۰), مؤلف
- الن ملوین (۱۹۲۳–۲۰۰۸), هنرپیشه مرد، صداپیشه مرد
- لوئیس مایلستون (۱۸۹۵–۱۹۸۰), کارگردان
- Marvin E. Miller (۱۹۱۳–۱۹۸۵), هنرپیشه مرد
- شرلی میچل (۱۹۱۹–۲۰۱۳), هنرپیشه زن، همسر جی لیوینگستون
- مریلین مونرو (۱۹۲۶–۱۹۶۲), هنرپیشه زن
- الیزابت مونت‌گومری (۱۹۳۳–۱۹۹۵), هنرپیشه زن، was cremated here
- کنستانس مور (۱۹۲۰–۲۰۰۵), خواننده و هنرپیشه زن
- دولورس مورن (۱۹۲۴–۱۹۸۲), هنرپیشه زن
- جف موریس (هنرپیشه) (۱۹۳۴–۲۰۰۴), هنرپیشه مرد

### N
- نادر نادرپور (۱۹۲۹–۲۰۰۰), شاعر ایرانی
- Robert Nathan (۱۸۹۴–۱۹۸۵), مؤلف، شوهر آنا لی, was cremated و ashes scattered at sea
- دیوید نلسون (هنرپیشه) (۱۹۳۶–۲۰۱۱), هنرپیشه مرد، پسر اوزی نلسون و هریت نلسن، older brother of ریکی نلسون
- ویلیام نیول (۱۸۹۴–۱۹۶۷), هنرپیشه مرد
- رابرت نیوتن (۱۹۰۵–۱۹۵۶), هنرپیشه مرد
- لوید نولان (۱۹۰۲–۱۹۸۵), هنرپیشه مرد

### O
- کرول اکونر (۱۹۲۴–۲۰۰۱), هنرپیشه مرد
- Hugh O'Connor (۱۹۶۲–۱۹۹۵), هنرپیشه مرد، پسر کرول اکونر
- هتر اورورک (۱۹۷۵–۱۹۸۸), هنرپیشه زن
- Barbara Orbison (۱۹۵۰–۲۰۱۱), همسر روی اوربیسن
- روی اوربیسن (۱۹۳۶–۱۹۸۸), خواننده؛ قبر بدون نشان

### P
- بتی پیج (۱۹۲۳–۲۰۰۸), مدل
- Dorothy Patrick (۱۹۲۱–۱۹۸۷), هنرپیشه زن
- Waite Phillips (۱۸۸۳–۱۹۶۴), oil tycoon, بشردوست
- گرگور پیاتیگورسکی (۱۹۰۳–۱۹۷۶), cellist

### R
- فورد راینی (۱۹۰۸–۲۰۰۵), هنرپیشه مرد
- دانا رید (۱۹۲۱–۱۹۸۶), هنرپیشه زن
- Jimmie Reese (۱۹۰۱–۱۹۹۴), بازیکن بیسبال
- Renie Riano (۱۸۹۹–۱۹۷۱), هنرپیشه زن
- بادی ریچ (۱۹۱۷–۱۹۸۷), drummer, bandleader
- مینی ریپرتن (۱۹۴۷–۱۹۷۹), خواننده
- بن رابرتس (۱۹۱۶–۱۹۸۴), فیلم‌نامه‌نویس
- دوریس رابرتس (۱۹۲۵–۲۰۱۶), هنرپیشه زن، بشردوست و مؤلف
- هیللی رامبین (۱۹۳۳–۱۹۹۶), Miss Universe 1955
- Ruth Rose (۱۸۹۶–۱۹۷۸), فیلم‌نامه‌نویس
- هربرت راس (۱۹۲۷–۲۰۰۱), کارگردان فیلم سینمایی

### S
- فرانکلین جی شافنر (۱۹۲۰–۱۹۸۹), کارگردان فیلم سینمایی
- G. David Schine (۱۹۲۷–۱۹۹۶), تهیه‌کننده فیلم
- ارنست بی. شودزاک (۱۸۹۳–۱۹۷۹), کارگردان فیلم سینمایی
- جرج سی. اسکات (۱۹۲۷–۱۹۹۹), هنرپیشه مرد؛ قبر بدون نشان
- Vivienne Segal (۱۸۹۷–۱۹۹۲), خواننده، هنرپیشه زن
- آن سیمور (هنرپیشه زن) (۱۹۰۹–۱۹۸۸), هنرپیشه زن
- سیدنی شلدون (۱۹۱۷–۲۰۰۷), مؤلف
- Dorothy Shay (۱۹۲۱–۱۹۷۸), هنرپیشه زن، خواننده
- سام سایمون (۱۹۵۵–۲۰۱۵), نویسنده، تهیه‌کننده و کارگردان
- سارا ساترن (۱۸۹۵–۱۹۹۴), مادر الیزابت تیلور
- رابرت استاک (۱۹۱۹–۲۰۰۳), هنرپیشه مرد
- سیج استالونه (۱۹۷۶–۲۰۱۲), هنرپیشه مرد، پسر سیلوستر استالونه
- ری استارک (۱۹۱۵–۲۰۰۴), تهیه‌کننده فیلم
- جوزف فون اشترنبرگ (۱۸۹۴–۱۹۶۹), کارگردان فیلم سینمایی
- دانلد ئی. استیوارت (۱۹۳۰–۱۹۹۹), فیلم‌نامه‌نویس
- دورتی استارتن (۱۹۶۰–۱۹۸۰), هنرپیشه زن، پلی‌میت، قربانی قتل
- Danny Sugerman (۱۹۵۴–۲۰۰۵), نویسنده، مدیر گروه راک
- جنیفر سایم (۱۹۷۲–۲۰۰۱), هنرپیشه زن
- شهرام کاشانی (۱۹۷۱–۲۰۲۱), خواننده، فارسی

### T
- دان تیلر (هنرپیشه و کارگردان آمریکایی) (۱۹۲۰–۱۹۹۸), هنرپیشه مرد و کارگردان
- فرانسیس لن تیلور (۱۸۹۷–۱۹۶۸), دلال آثار هنری, پدر الیزابت تیلور[۱۴]
- کنت تیلور (۱۹۰۷–۱۹۸۷), هنرپیشه مرد
- آیرین تدرو (۱۹۰۷–۱۹۹۵), هنرپیشه زن
- William C. Thomas (۱۹۰۳–۱۹۸۴), تهیه‌کننده فیلم
- مارشال تامپسون (۱۹۲۵–۱۹۹۲), هنرپیشه مرد
- ارنست توخ (۱۸۸۷–۱۹۶۴), آهنگساز
- مل تورمی (۱۹۲۵–۱۹۹۹), خواننده، هنرپیشه مرد
- Helen Traubel (۱۸۹۹–۱۹۷۲), opera soprano
- لس تریمین (۱۹۱۳–۲۰۰۳), هنرپیشه مرد
- فرانک ترتل (۱۸۹۲–۱۹۶۳), فیلم‌نامه‌نویس، تهیه‌کننده

### V
- سیگرید والدیس (۱۹۳۵–۲۰۰۷), هنرپیشه زن، بیوه باب کرین
- John Vivyan (۱۹۱۵–۱۹۸۳), هنرپیشه مرد
- ویگن (۱۹۲۹–۲۰۰۳), خواننده مرد، فارسی

### W
- June Walker (۱۹۰۰–۱۹۶۶), هنرپیشه زن
- ری والستن (۱۹۱۴–۲۰۰۱), هنرپیشه مرد، was cremated here
- پت والش (۱۹۰۰–۱۹۹۱), هنرپیشه مرد
- هری وارن (۱۸۹۳–۱۹۸۱), ترانه‌سرا
- Joe Weider (۱۹۱۹–۲۰۱۳). بدنساز
- وینیفرد وستوور (۱۸۹۹–۱۹۷۸), هنرپیشه زن
- کریسی وایت (۱۸۹۵–۱۹۸۹), فیلم صامت هنرپیشه زن
- مایکل وایت (۱۹۳۶–۲۰۱۶), تهیه‌کننده
- Herbert Wiere (۱۹۰۸–۱۹۹۹), performer
- کورنل وایلد (۱۹۱۵–۱۹۸۹), هنرپیشه مرد
- بیلی وایلدر (۱۹۰۶–۲۰۰۲), کارگردان فیلم سینمایی
- کارل ویلسون (۱۹۴۶–۱۹۹۸), خواننده و عضو بیچ بویز
- استل وینوود (۱۸۸۳–۱۹۸۴), هنرپیشه زن
- ناتالی وود (۱۹۳۸–۱۹۸۱), هنرپیشه زن

### Y
- ادوارد یانگ (۱۹۴۷–۲۰۰۷), فیلمساز

### Z

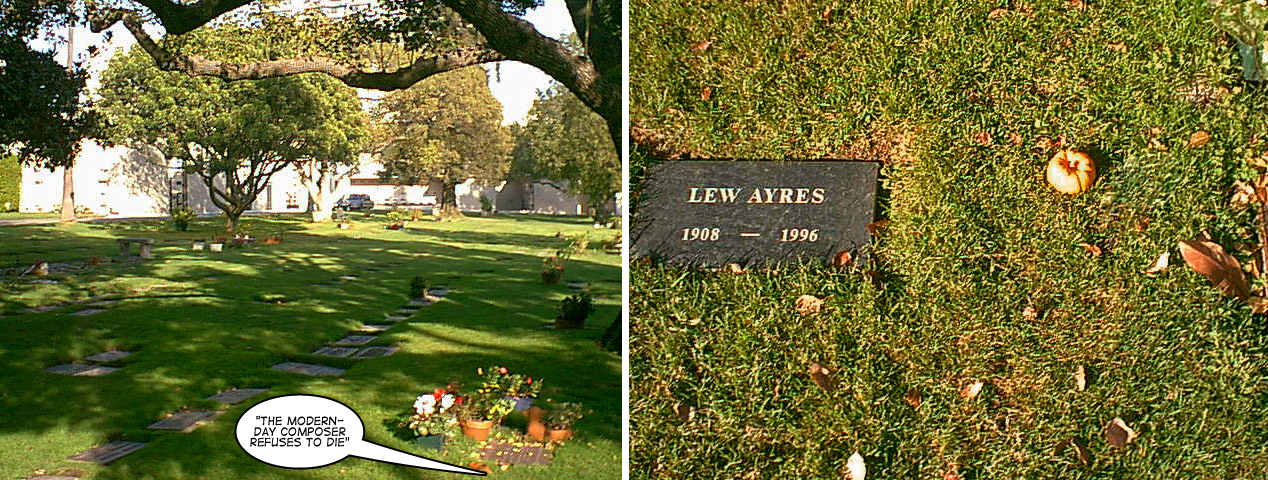
Unmarked grave of فرانک زاپا، cemetery view looking South-East

- داریل اف. زانوک (۱۹۰۲–۱۹۷۹), head of استودیوهای فاکس قرن بیستم , پدر ریچارد دی زانوک
- ویرجینیا فاکس (بازیگر) (۱۹۰۸–۱۹۸۲), هنرپیشه زن، همسر داریل اف. زانوک, مادر ریچارد دی زانوک
- فرانک زاپا (۱۹۴۰–۱۹۹۳), آهنگساز، موسیقیدان، satirist, رهبر مادرز آو اینونشن; grave is unmarked
- Gail Zappa (۱۹۴۵-۲۰۱۵), بیوه فرانک زاپا و trustee of the Zappa Family Trust; کنار همسرش به خاک سپرده شده است